# NGC 6729
A NGC 6729 (más néven Caldwell 68) egy diffúz köd a Corona Australis (Déli Korona) csillagképben.

## Felfedezése
1861. június 15-én fedezték fel. A felfedező kiléte nem ismert.